# Miguel Olavide
Miguel Olavide Montes (ur. 5 marca 1996 w Pampelunie) – hiszpański piłkarz, który gra jako pomocnik w Sevilla Atlético.